# Shanballymore
Shanballymore (irisch An Seanbhaile Mór, „die große alte Stadt“) ist eine Ortschaft im Norden des County Cork, Republik Irland mit 184 Einwohnern (2022). Shanballymore liegt an der Hauptstraße von Mallow nach Mitchelstown. Die Nachbarorte sind Doneraile, Kildorrery und Castletownroche.

## Sehenswürdigkeiten und Geschichte
In der Umgebung von Shanballymore befinden sich viele vorgeschichtliche Bodendenkmäler, darunter eine Steinkiste in Shanballymore Upper, in der 1977 die Überreste von vier Menschen aus der Bronzezeit entdeckt wurden, und mehrere bronzezeitliche Burnt Mounds in Carrigleagh und Dannanstown. 
Aus dem 6. bis 10. Jahrhundert n. Chr. stammen die Ringforts in Poulleagh, Shanballymore Upper, Clogher und Carrigaunroe. 
In Ballinamona, am Nordufer des River Awbeg, steht ein Tower House, das Ende des 16. Jahrhunderts bzw. Anfang des 17. Jahrhunderts als bewehrte Residenz errichtet wurde. Von einer ehemaligen Templerkirche aus dem Mittelalter ist nur noch die Südmauer erhalten geblieben. Diese Mauer wird von einem Friedhof umgeben, dessen Entstehungszeit ebenfalls bis ins Mittelalter zurückreicht. Auf dem Friedhof stehen zahlreiche Grabsteine aus dem 18. und 19. Jahrhundert.
Im Süden der Ortschaft steht am Ufer des River Awbeg die Ruine der Dannanstown-Mühle, ein Rest der landwirtschaftlichen Tradition dieser Gegend. Ab 1929 hatte auch eine Molkereigenossenschaft in Shanballymore ihren Sitz, die ein Teil der im späten 19. Jahrhundert aufblühenden Genossenschaftswesens war. Sie wurde im Jahr 2003 geschlossen.

## Persönlichkeiten
Der Staatsphilosoph und Politiker Edmund Burke (1729–1797), soll hier geboren sein. Obwohl Burke selbst am Trinity College Dublin als Geburtsort angab, griff der Politiker und Schriftsteller Conor Cruise O’Brien in einer Biographie die im Blackwater Valley tradierte Ansicht auf, dass Edmund Burke im Hause des Bruders seiner Mutter, James Nagle, geboren sein soll.
Der Dichter Edmund Spenser (1529–1599), der in der Nähe auf Kilcolman Castle in Doneraile lebte, beanspruchte Ackerland in Shanballymore, verlor aber 1594 den Prozess um die Grundstücke gegen den Grundbesitzer Maurice Roche, 6. Viscount Fermoy.